# Sommer-Paralympics 2024/Teilnehmer (Algerien)
| stlisierte Goldmedaille | stlisierte Silbermedaille | stlisierte Bronzemedaille |
| ----------------------- | ------------------------- | ------------------------- |
| 6                       | –                         | 5                         |

Algerien nahm an den Paralympischen Spielen Paris 2024 vom 28. August bis zum 8. September 2024 mit 8 Athletinnen und 18 Athleten, die in 4 Disziplinen antraten, teil. Es war die neunte Teilnahme Algeriens bei Paralympischen Sommerspielen. Fahnenträger bei der Eröffnungsfeier waren die Leichtathletin Safia Djelal und der Leichtathlet Mohamed Berrahal.

## Medaillen

### Medaillenspiegel
| Rang | Sportart       | Gold | Silber | Bronze | Gesamt |
| ---- | -------------- | ---- | ------ | ------ | ------ |
| 1    | Leichtathletik | 4    | –      | 3      | 7      |
| 2    | Judo           | 1    | –      | 1      | 2      |
| 3    | Kanu           | 1    | –      | –      | 1      |
| 4    | Powerlifting   | –    | –      | 1      | 1      |

### Medaillengewinner
| Name/n                 | Sportart       | Wettkampf              |
| ---------------------- | -------------- | ---------------------- |
| Gold                   |                |                        |
| Skander Djamil Athmani | Leichtathletik | 100m T13               |
| Skander Djamil Athmani | Leichtathletik | 400m T13               |
| Safia Djelal           | Leichtathletik | Kugelstoßen F57        |
| Nassima Saifi          | Leichtathletik | Diskuswurf F57         |
| Brahim Guendouz        | Kanu           | Kajak Einzel 200 m KL3 |
| Abdelkader Bouamer     | Judo           | Klasse bis 60 kg J1    |
| Bronze                 |                |                        |
| Ahmed Mehideb          | Leichtathletik | Keulenwurf F32         |
| Lynda Hamri            | Leichtathletik | Weitsprung T12         |
| Nassima Saifi          | Leichtathletik | Kugelstoßen F57        |
| Ishak Ouldkouider      | Judo           | Klasse bis 60 kg J2    |
| Hocine Bettir          | Powerlifting   | Klasse bis 65 kg       |

## Teilnehmer nach Sportart

### Judo
| Athleten           | Wettbewerb          | 1. Runde   | 1. Runde | Viertelfinale  | Viertelfinale | 1. Hoffnungsrunde | 1. Hoffnungsrunde | Halbfinale   | Halbfinale | 2. Hoffnungsrunde | 2. Hoffnungsrunde | Kampf um Gold/Bronze | Kampf um Gold/Bronze | Rang   |
| Athleten           | Wettbewerb          | Gegner     | Ergebnis | Gegner         | Ergebnis      | Gegner            | Ergebnis          | Gegner       | Ergebnis   | Gegner            | Ergebnis          | Gegner               | Ergebnis             | Rang   |
| ------------------ | ------------------- | ---------- | -------- | -------------- | ------------- | ----------------- | ----------------- | ------------ | ---------- | ----------------- | ----------------- | -------------------- | -------------------- | ------ |
| Männer             |                     |            |          |                |               |                   |                   |              |            |                   |                   |                      |                      |        |
| Abdelkader Bouamer | Klasse bis 60 kg J1 | V. Kongsuk | 10:0     | E. de Oliveira | 10:0          | —                 | —                 | Junaedi      | 1:0        | —                 | —                 | M. Banitaba          | 1:0                  | Gold   |
| Ishak Ouldkouider  | Klasse bis 60 kg J2 | —          | —        | D. Khorava     | 10:1          | —                 | —                 | Z. Zurabiani | 0:10       | —                 | —                 | T. Marques da Silva  | 10:0                 | Bronze |

### Kanu
| Athleten        | Wettbewerb | Vorlauf | Vorlauf | Halbfinale | Halbfinale | A-/B-Finale | A-/B-Finale | Rang |
| Athleten        | Wettbewerb | Zeit    | Rang    | Zeit       | Rang       | Zeit        | Rang        | Rang |
| --------------- | ---------- | ------- | ------- | ---------- | ---------- | ----------- | ----------- | ---- |
| Männer          |            |         |         |            |            |             |             |      |
| Brahim Guendouz | KL3 200 m  | 42,23 s | 2       | 41,40 s    | 1          | 39,91 s     | 1           | Gold |

### Leichtathletik
| Athleten                | Wettbewerb      | Vorlauf/Vorkampf | Vorlauf/Vorkampf | Finale           | Finale        | Rang   |
| Athleten                | Wettbewerb      | Zeit/Weite       | Rang             | Zeit/Weite       | Rang          | Rang   |
| ----------------------- | --------------- | ---------------- | ---------------- | ---------------- | ------------- | ------ |
| Frauen                  |                 |                  |                  |                  |               |        |
| Bakhta Benallou         | Speerwurf F13   | —                | —                | 29,63 m          | 8             | 8      |
| Asmahane Boudjadar      | Kugelstoßen F33 | —                | —                | 7,30 m (PB)      | 4             | 4      |
| Safia Djelal            | Diskuswurf F57  | —                | —                | 29,14 m          | 8             | 8      |
| Safia Djelal            | Kugelstoßen F57 | —                | —                | 11,56 m (PR)     | 1             | Gold   |
| Mounia Gasmi            | Keulenwurf F32  | —                | —                | 18,66 m          | 12            | 12     |
| Mounia Gasmi            | Kugelstoßen F32 | —                | —                | 5,89 m (SB)      | 7             | 7      |
| Lynda Hamri             | Weitsprung T12  | —                | —                | 5,30 m (SB)      | 3             | Bronze |
| Nadia Medjmedj          | Speerwurf F56   | —                | —                | 17,80 m          | 7             | 7      |
| Nassima Saifi           | Diskuswurf F57  | —                | —                | 35,55 m (PR)     | 1             | Gold   |
| Nassima Saifi           | Kugelstoßen F57 | —                | —                | 10,74 m (SB)     | 3             | Bronze |
| Männer                  |                 |                  |                  |                  |               |        |
| Skander Djamil Athmani  | 100m T13        | 10,51 s          | 1                | 10,42 s (PR)     | 1             | Gold   |
| Skander Djamil Athmani  | 400m T13        | —                | —                | 47,43 s          | 1             | Gold   |
| Lahouari Bahlaz         | Kugelstoßen F32 | —                | —                | 9,70 m (SB)      | 4             | 4      |
| Abdellatif Baka         | 1500m T13       | —                | —                | 3:47,16 min (AR) | 6             | 6      |
| Abdellatif Baka         | 400m T13        | —                | —                | 52,25 s          | 7             | 7      |
| Mohamed Berrahal        | Diskuswurf F52  | —                | —                | 12,07 m          | 9             | 9      |
| Mohamed Berrahal        | 200m T51        | —                | —                | 40,91 s          | 4             | 4      |
| Mohamed Berrahal        | 100m T51        | —                | —                | 21,83 s          | 4             | 4      |
| Mokhtar Didane          | 400 m T62       | DQ               | DQ               | ausgeschieden    | ausgeschieden | DQ     |
| Walid Ferhah            | Keulenwurf F32  | —                | —                | 37,99 m          | 4             | 4      |
| Walid Ferhah            | Kugelstoßen F32 | —                | —                | 9,20 m           | 5             | 5      |
| Sofiane Hamdi           | 400m T37        | 53,46 s (SB)     | 5                | ausgeschieden    | ausgeschieden | 9      |
| Sofiane Hamdi           | 200m T37        | 23,80 s (SB)     | 5                | ausgeschieden    | ausgeschieden | 9      |
| Kamel Kardjena          | Kugelstoßen F33 | —                | —                | 11,16 m (SB)     | 4             | 4      |
| Abdelkrim Krai          | 1500m T38       | —                | —                | 4:16,19 min      | 5             | 5      |
| Ahmed Mehideb           | Keulenwurf F32  | —                | —                | 38,61 m          | 3             | Bronze |
| Ahmed Mehideb           | Kugelstoßen F32 | —                | —                | 8,56 m           | 8             | 8      |
| Abdelhak Missouni       | Keulenwurf F32  | —                | —                | 32,91 m          | 8             | 8      |
| Fakhr Eddine Thelaidjia | 400m T36        | —                | —                | 53,91 s (AR)     | 6             | 6      |
| Fakhr Eddine Thelaidjia | 100m T36        | 12,58 s (PB)     | 4                | 12,56 s (PB)     | 8             | 8      |

PR: Paralympischer Rekord

AR: Area Record

PB: Persönliche Bestleistung

SB: Persönliche Saisonbestleistung

### Powerlifting
| Frauen            |                  |        |        |        |        |
| Samira Guerioua   | Klasse bis 45 kg | 85 kg  | 91 kg  | 91 kg  | 8      |
| Männer            |                  |        |        |        |        |
| Hocine Bettir     | Klasse bis 65 kg | 197 kg | 204 kg | 209 kg | Bronze |
| Hadj Ahmed Beyour | Klasse bis 49 kg | 140 kg | 145 kg | 151 kg | 9      |

fett: Gewerteter Versuch